# Chiara (Rats)
Chiara è un singolo dei Rats pubblicato nel 1993, terzo ed ultimo estratto dall'album Indiani padani.

## Il brano
La canzone, tra le più famose del gruppo, racconta un'intricata storia d'amore andata a buon fine.

## Videoclip
Il video del brano mostra immagini del gruppo che suona la canzone in una stanza, alternate ad immagini che seguono il testo della canzone. Nella versione della canzone del video non è presente l'assolo finale di chitarra incluso nella versione estesa dell'album e del singolo.

## Tracce
1. Chiara – 4:06